# Jelena Posevina
Jelena Aleksandrovna Posevina (Russisch: Елена Александровна Посевина) (Toela, 13 februari 1986) is een Russisch gymnaste.
Op de Olympische Zomerspelen 2004 en 2008 behaalde ze met het Russische team goud in de Ritmische gymnastiek landenwedstrijd.

## Resultaten

### Olympische Zomerspelen
| Jaar | Plaats | Resultaten                           |
| ---- | ------ | ------------------------------------ |
| 2004 | Athene | ritmische gymnastiek landenwedstrijd |
| 2008 | Peking | ritmische gymnastiek landenwedstrijd |

### Wereldkampioenschappen ritmische gymnastiek
| Jaar | Plaats    | Resultaten                                                                        |
| ---- | --------- | --------------------------------------------------------------------------------- |
| 2003 | Boedapest | landenwedstrijd 3 ballen + 2 touwen · landenwedstrijd                             |
| 2007 | Patras    | landenwedstrijd · landenwedstrijd 3 ballen + 2 touwen · 5 landenwedstrijd hoepels |

1996: Baldó, Cabanillas, Giménez, Guréndez, Lamarca, Martínez ·
2000: Belova, Lavrova, Netejesova, Sjimanskaja, Tsjalamova, Zilber ·
2004: Beloegina, Glatskich, Koerbakova, Lavrova, Moerzina, Posevina ·
2008: Alijtsjoek, Gavrilenko, Gorboenova, Posevina, Sjkoerichina, Zoejeva ·
2012: Bliznjoek, Donskova, Doedkina, Makarenko, Nazarenko, Svastjanova ·
2016: Birjoekova, Bliznjoek, Maksimova, Tatareva, Tolkatsjova ·
2020: Dyankova, Kiryakova, Radukanova, Traets, Zafirova ·
2024: Guo, Hao, Huang, Wang, Ding